# پلین‌ویو (کالیفرنیا)
پلین‌ویو (به انگلیسی: Plainview) یک منطقهٔ مسکونی در ایالات متحده آمریکا است که در شهرستان تولار، کالیفرنیا واقع شده‌است. پلین‌ویو ۰٫۸۰۱ کیلومتر مربع مساحت و ۹۴۵ نفر جمعیت دارد و ۱۰۷٫۹ متر بالاتر از سطح دریا واقع شده‌است.